# Экономика Республики Кипр
Экономика Республики Кипр значительно отличается по структуре от экономики Турецкой Республики Северного Кипра своей сильной зависимостью от притока офшорного капитала из зарубежных стран, в том числе и России.

## Добывающая промышленность
На Кипре ведется добыча меди (от которого она и получила свое латинское название), также разрабатываются месторождения пирита, умбры, асбеста и хрома. Но значение горнодобывающей промышленности в конце XX века здесь существенно сократилось. Ведется добыча строительного сырья — песка, глины, гипса, ракушечника, мрамора, бентонита, гравия и т. д.

## Энергетика
Энергетическая зависимость страны от импорта энергоносителей в соответствии с данными Eurostat (на апрель 2022 года) характеризуется диаграммой

EES EAEC. Энергетическая зависимость Кипра, 1990-2020, проценты

На конец 2019 года электроэнергетика страны в соответствии с данными EES EAEC  характеризуется следующими показателями. Установленная мощность – нетто электростанций - 1819 МВт, в том числе: тепловые электростанции, сжигающие органическое топливо (ТЭС) - 83,0 % ,  возобновляемые источники энергии (ВИЭ) - 17,0 %.   Производство электроэнергии-брутто - 5141 млн. кВт∙ч , в том числе:  ТЭС - 91,1 % ,  ВИЭ - 8,9 %.   Конечное  потребление  электроэнергии  - 4724 млн. кВт∙ч, из которого: промышленность - 11,3  %, бытовые потребители - 37,5  %, коммерческий сектор и предприятия общего пользования - 46,0 %, сельское, лесное хозяйство и рыболовство - 3,3 %, другие потребители - 1,9 %. Показатели энергетической эффективности за 2019 год: душевое потребление валового внутреннего продукта по паритету покупательной способности (в номинальных ценах) - 43592 долларов, душевое (валовое) потребление электроэнергии - 5392 кВт∙ч, душевое потребление электроэнергии населением - 2022 кВт∙ч. Число часов использования установленной мощности-нетто электростанций - 2701 часов

## Сельское хозяйство
На Кипре выращивают овес, пшеницу, ячмень, бобы, картофель, бахчевые, табак, виноград, гранат, оливки, миндаль, грецкий орех, цитрусовые. На территории Республики Кипр развито виноградарство. Кипрские вина пользуются известностью во всем мире. Из сельскохозяйственной продукции Кипр сейчас экспортирует свежие овощи, картофель, фруктовые соки, консервированные фрукты, цитрусовые, молочные изделия, свежий виноград, вина и спиртные напитки.
В горных районах острова развито животноводство. Здесь разводят овец, свиней, коз, крупный рогатый скот и домашнюю птицу. В последние годы на фермах все чаще разводят страусов.
Аграрный сектор острова страдает от засух и дефицита пресной воды.
Согласно данным, опубликованным Евростатом, Кипр является одним из лидеров среди стран ЕС, которые закупают наименьшее количество пестицидов.
Из 20 государств Кипр занял вторую строчку в рейтинге как страна с самым низким показателем закупки пестицидов, уступив только Мальте. По данным отчёта, в 2016 году на Кипре было закуплено 781 651 кг пестицидов, на Мальте — 526 611 кг.

## Банковский сектор

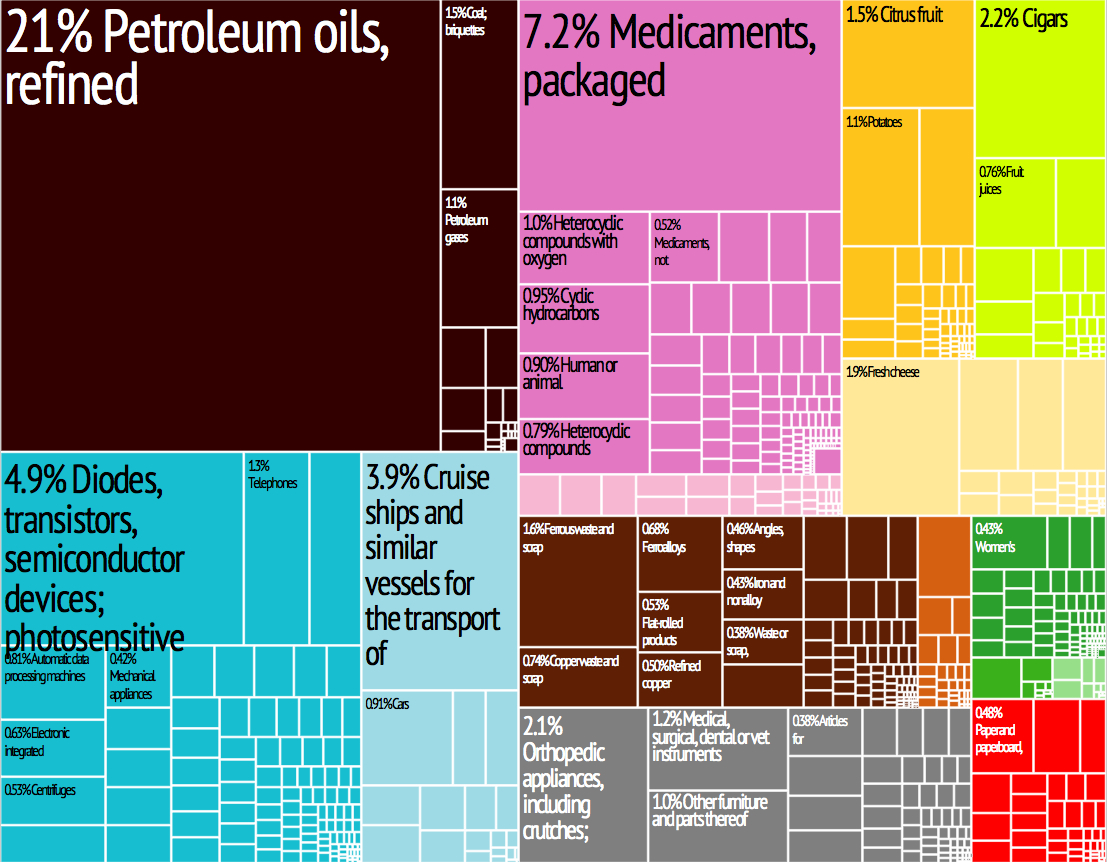
Статьи экспорта Республики Кипр

Подобная финансовая направленность экономики страны начала формироваться ещё в период британского колониального господства и со временем приняла всё более ярко выраженный спекулятивный характер, что в свою очередь повысило риски связанные с ростом так называемого финансового пузыря.
К 2012 году доля капиталов, содержащихся в банковском секторе РК достигла 835 % от размера его ВВП.
Около трети всех вкладов на Кипре принадлежат иностранным гражданам, в первую очередь из Российской Федерации (российские банки держат на Кипре порядка 20 млрд евро, около 30 % всех вкладов, по состоянию на 2013 г.), ещё 40 млрд они выдали в качестве кредитов различным кипрским компаниям. А российские бизнесмены переправили на хранение в кипрские офшоры примерно 12 миллиардов долларов.
Примечателен тот факт, что на протяжении 2000-х годов Кипр являлся одним из крупнейших поставщиков иностранных инвестиций в экономику РФ. Однако, большая часть инвестиционных влияний из Кипра приходится на капиталы, некогда переведённые туда гражданами самой РФ, то есть имеет место возвращение части выведенного капитала.

## Внешняя торговля
Объем внешней торговли Кипра в 2016 году составил:
Экспорт: 3,11 млрд $. Главными статьями экспорта были нефтепродукты и химикаты (включая медикаменты), продовольственные товары (включая картофель, сыры и вина), продукция машиностроения (в том числе суда), минеральное сырье. Главные покупатели: Греция (13 %), Израиль (9,8 %), Великобритания (7,8 %). Доля России в кипрском экспорте ~1,8 %
Импорт: 7,63 млрд $. Главными статьями импорта были: машины и оборудование, топливо, продовольствие, товары химической и лёгкой промышленности. Главные поставщики: Греция (18 %), Южная Корея (10 %), Германия (7,8 %), Италия (6,1 %). Доля России в кипрском импорте ~2,8 %

## Проблемы
Массовый приток капиталов в дорогих, высококонвертируемых валютаx, постепенно привёл к диспропорциональному удорожанию рабочей силы в стране и постепенно понизил конкурентоспособность других секторов её экономики (промышленность, сельское хозяйство, туризм). В результате страна стала одним из лидеров Евросоюза по темпам роста безработицы, которая в феврале 2013 года достигла 14,7 %. Особенно это стало очевидно после вхождения страны в Еврозону, когда РК фактически утратила контроль над финансовыми процессами в пределах своей территории. Частично свои финансовые проблемы Республика Кипр пытается решать за счет предоставления иностранным инвесторам права на получение гражданства Кипра, благодаря внесению правительством законодательной поправки и созданию специальной государственной программы

### Внешние долги
Также остро стоит проблема растущего внешнего долга страны.
В 2011 году ввиду усложнившейся экономической ситуации на острове Россия предоставила кипрскому правительству кредит в 2,5 миллиарда евро сроком на 5 лет под 4,5 % годовых. Обращение к России произошло, потому что ни один из мировых кредиторов не соглашался предоставить кредит под менее чем 10 % годовых.

В 2012 году киприотское правительство попросило новый транш кредита у властей в размере 5 млрд евро, но получило отказ правительства РФ.
Для спасения экономики страны от краха в 2013 году требовались вливания в размере 17 миллиардов евро. В марте 2013 года власти Евросоюза, Европейского центробанка и МВФ выдвинули план, который предусматривал замораживание сумм кипрских вкладов, размер которых превышает 100 тысяч евро: их планируется принудительно хранить на специальных счетах под минимальный процент на срок от 15 до 30 лет. Кроме того, тогда же правительство страны официально обратилось к гражданам с просьбой делиться своими доходами с правительством во имя спасения экономики страны. Вскоре после этого правительство Кипра заморозило все счета банковской системы страны. 24 марта 2013 года министр финансов Франции Пьер Московичи сравнил экономическую модель республики Кипр с обанкротившимся казино.
30 августа 2013 года правительство РФ подписало документы по реструктуризации кипрского долга: теперь возврат Кипром долга предполагается восемью равными полугодовыми платежами, начиная с 2016 года (а не единовременно, как было ранее), а до этого продолжится льготный период, в течение которого Кипр будет выплачивать льготную процентную ставку — 2,5 %.

## Доходы населения
В Республике Кипр не было минимального размера оплаты труда. Впервые он был введена 1 января 2023 года. С 1 января 2023 года минимальный размер оплаты труда составляет 940 евро (брутто) и 837,07 евро (нетто) в месяц, а в первые шесть месяцев работы – 885 евро (брутто) и 788,09 (нетто) в месяц. Средний размер брутто-зарплаты (до уплаты налогов) в Республике Кипр в первом квартале 2023 года составил € 2217. Средний размер нетто-зарплаты (после вычета налогов) в Республике Кипр в первом квартале 2023 года составил € 1904,41. С 1 января 2024 года минимальный размер оплаты труда составляет 1000 евро (брутто) и 890,50 евро (нетто) в месяц, а в первые шесть месяцев работы – 900 евро (брутто) и 801,45 (нетто) в месяц.